# Josef Guttenbrunner
Josef Guttenbrunner (* 28. Februar 1917 in Straßburg, Kärnten; † 31. Oktober 2000 in Klagenfurt am Wörthersee, Kärnten) war ein österreichischer Politiker (SPÖ).

## Leben
Josef Guttenbrunners jüngerer Bruder war der Schriftsteller Michael Guttenbrunner (1919–2004).
Nach dem Besuch der Volksschule in Althofen und den Hauptschulen in friesach und Klagenfurt absolvierte Josef Guttenbrunner eine Lehrerbildungsanstalt in Klagenfurt, an welcher er 1941 die Lehrerbefähigungsprüfung ablegte. In der Zeit des Zweiten Weltkriegs war Guttenbrunner als Volksschullehrer an Schulen in Bleiburg, Kirchbach, Sankt Lorenzen im Lesachtal und Feldkirchen in Kärnten tätig, ehe er 1945 sein erstes Amt als Volksschuldirektor an der Schule in Reichenau antrat. 1946 kam er an die Schule in Ebenthal in Kärnten, die er ab 1950 als Volksschuldirektor übernahm. Er blieb es danach bis 1979.
Nach dem Krieg begann Guttenbrunner seine politische Karriere als Ortsparteivorsitzender der SPÖ-Ebenthal. 1953 wurde er zum Landesparteivorsitzenden der Sozialistischen Lehrervereinigung Österreichs für das Bundesland Kärnten gewählt. Ein Jahr später, 1954, zog er für die SPÖ in den Gemeinderat von Ebenthal ein, dem er danach 18 Jahre lang, bis 1972, angehören sollte. Von 1962 bis 1972 amtierte Guttenbrunner als Vizebürgermeister seiner Heimatgemeinde.
Im März 1958 wurde er in Wien als Mitglied des Bundesrats vereidigt. In den fünf Jahren, welchem Guttenbrunner bis Oktober 1963 der zweiten österreichischen Parlamentskammer angehörte, fungierte er von Juli bis Dezember 1960 als Präsident des Bundesrates.

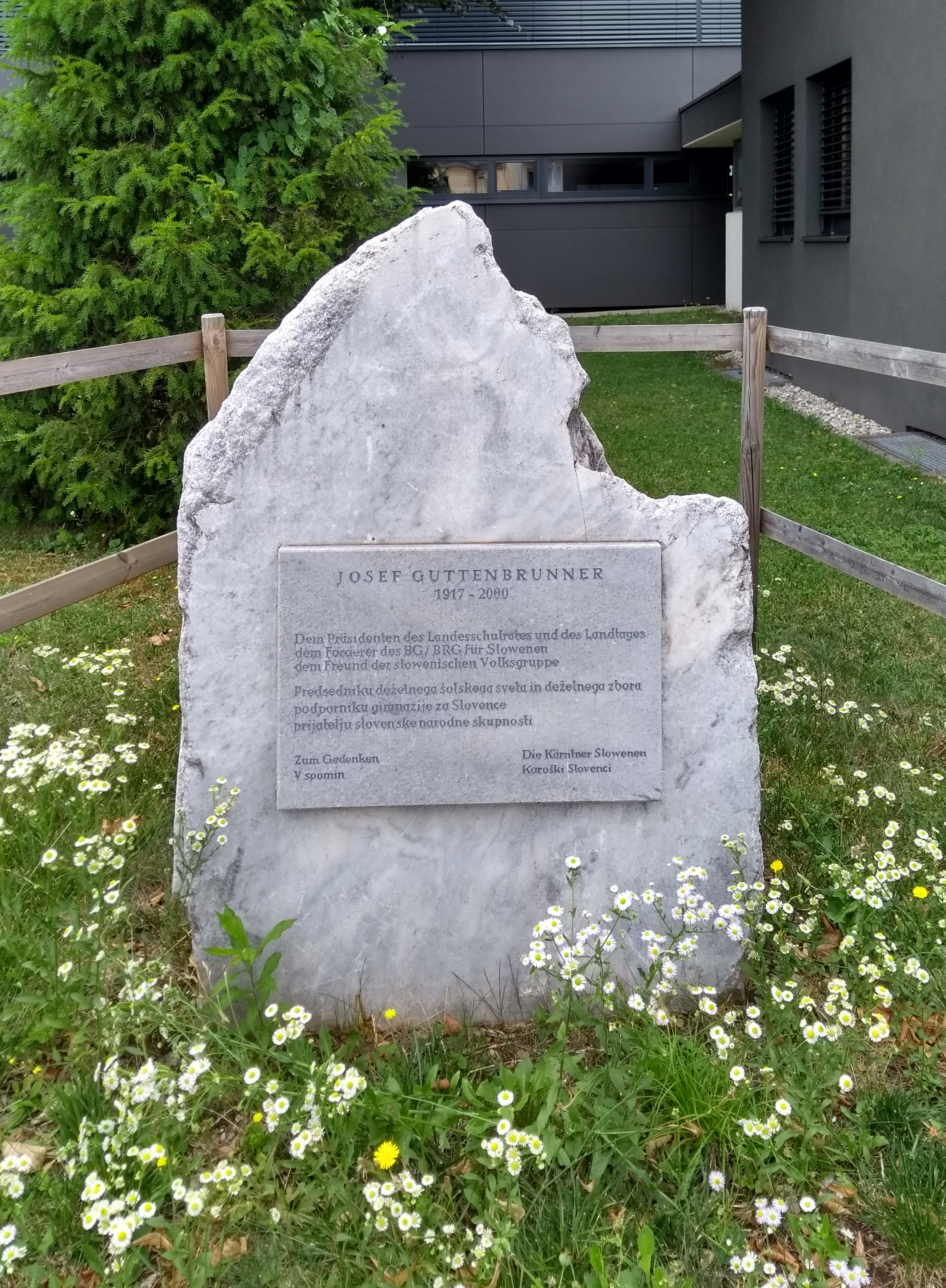
Gedenktafel für Guttenbrunner vor dem Bundesgymnasium für Slowenen in Klagenfurt

Nach seinem Ausscheiden aus dem Bundesrat zog er 1963 als Abgeordneter der SPÖ in den Kärntner Landtag ein. Guttenbrunner war 19 Jahre lang, bis 1982, Landtagsabgeordneter. 1975 wurde er zum Dritten und 1979 zum Ersten Landtagspräsidenten gewählt. 1982 zog er sich ins Privatleben zurück.
Er starb im Oktober 2000, im Alter von 83 Jahren.

## Auszeichnungen
- Großes Goldenes Ehrenzeichen für Verdienste um die Republik Österreich
- Großes Ehrenzeichen für Verdienste um die Republik Österreich
- Großes Goldenes Ehrenzeichen des Landes Kärnten